# Toter Mann (Berchtesgadener Alpen)
Der Tote Mann ist ein 1392 m ü. NHN hoher Berg in den Berchtesgadener Alpen, am südlichen Ende des Lattenbergmassivs. Er liegt auf der Gemeindegrenze zwischen Ramsau bei Berchtesgaden (Gnotschaft Schwarzeck) und Bischofswiesen (Berchtesgadener Bürgerwald).

## Lage und Umgebung
Der Tote Mann liegt zwischen Ramsau bei Berchtesgaden im Südwesten und Bischofswiesen im Nordosten. Nachbarberge sind der Götschenkopf (1305 m) im Osten und der Schmuckenstein (1332 m) im Nordwesten. Nach Süden erstreckt sich ein Kamm, der das Hirscheck (1242 m) und den Geröllberg (1162 m) trägt. Der Tote Mann ist bis zum Gipfel hinauf mit Nadelwald bewachsen. Von Ramsau aus wird er durch das Skigebiet Hochschwarzeck erschlossen.
Vom Toten Mann erhält man bei guten Sichtverhältnissen einen guten Überblick über die Berchtesgadener Alpen mit den Gipfeln von Watzmann, Hochkalter, Reiter Alm und Untersberg sowie dem Wimbachtal.
Im Gipfelbereich befindet sich die Bezoldhütte, deren Vorgängerbau von 1883 eine der ältesten Berghütten der Berchtesgadener Alpen darstellte.

## Namensherkunft
Seinen Namen verdankt der Berg einer Legende, nach der ein Wanderer von außerhalb entgegen den Warnungen Einheimischer auf den damals noch namenlosen Berg eine Winterwanderung unternommen haben soll und dort oben erfroren sein soll. Die Leiche sei erst im darauf folgenden Frühjahr von Jägern gefunden worden, heißt es.

## Erreichbarkeit
Der Tote Mann ist vom Hirschkaser, der Bergstation des Sesselliftes von Schwarzeck hinauf, unweit südwestlich in wenigen Minuten zu erreichen. Bis zu diesem Gasthaus führt auch eine Fahrstraße. Wanderwege vom Tal führen von Schwarzeck, vom Parkplatz Gerstreit, vom Gasthof Söldenköpfl und von Bischofswiesen aus auf den Toten Mann.

## Besonderheiten
- Im Gipfelbereich befindet sich auch ein Marien-Bildstock mit dem Behältnis des Gipfelbuches.
- Vom Rundumblick auf dem Toten Mann fertigte Bezold eines der ersten Bergpanoramen an. Dabei kam die Technik der Albertotypie zum Einsatz.